# Heinrich Mederow
Heinrich Mederow (Königs Wusterhausen, 20 de septiembre de 1945) es un deportista de la RDA que compitió en remo.
Participó en los Juegos Olímpicos de Múnich 1972, obteniendo una medalla de bronce en la prueba de ocho con timonel. Ganó una medalla de oro en el Campeonato Europeo de Remo de 1973.

## Palmarés internacional
| Juegos Olímpicos   | Juegos Olímpicos | Juegos Olímpicos  | Juegos Olímpicos |
| Año                | Lugar            | Medalla           | Prueba           |
| ------------------ | ---------------- | ----------------- | ---------------- |
| 1972               | Múnich (RFA)     | Medalla de bronce | Ocho con timonel |
| Campeonato Europeo |                  |                   |                  |
| Año                | Lugar            | Medalla           | Prueba           |
| 1973               | Moscú (URSS)     | Medalla de oro    | Ocho con timonel |